# 東遠学園
東遠学園（とうえんがくえん）は、静岡県にある障害者支援施設。周辺自治体で組織する一部事務組合 東遠学園組合（団体コード：22902-4）が運営している。
本部所在地は静岡県菊川市西方4345-2。管理者は菊川市長が務める。

## 運営する施設
- 東遠学園
菊川市西方4345-2
- 通所更生施設「和」
重度・重複障害のある18歳以上の障害者のための通所施設。菊川市西方4345-2。
- 東遠地区生活支援センター
菊川市西方4346-16
- こども発達センターめばえ
掛川市板沢1941-35
- 地域療育センターすぷら
- 北会場
掛川市城北2-12-2
- 南会場
菊川市赤土1055-1(小笠保健センター内)

## 組合の構成自治体
組合議会の定員は8人で、括弧内は議員数。市町村合併前の各自治体1議員の規約によるもの。
- 菊川市（2人）
- 掛川市（3人）
- 御前崎市（1人）
- 周智郡森町（1人）
- 浜松市（1人）

## その他
- 学園の敷地内に静岡県立袋井特別支援学校東遠分教室があり、しばしば混同されていた。東遠学園は成人を含む知的障碍者・発達障害者のための入所・通所施設であり、東遠分教室は小学部から高等部までの児童・生徒の特別支援教育機関である。東遠学園は東遠分教室の運営が県に移管される前の運営母体であり、県に移管された後も東遠分教室と連携した活動を行っていた。2015年（平成27年）4月に、東遠分教室と御前崎分校が袋井特別支援学校から独立して掛川市内に静岡県立掛川特別支援学校が開校したため、かつての東遠分教室は閉鎖された。